# Halowe Mistrzostwa Świata w Lekkoatletyce 2010 – skok wzwyż mężczyzn
Skok wzwyż mężczyzn – jedna z konkurencji rozgrywanych podczas 13. Halowych Mistrzostw Świata w hali Aspire Dome w Dosze.
Wymagane minimum A do udziału w mistrzostwach świata wynosiło 2,28. Eliminacje odbyły się 12 marca, a finał zaplanowano na niedzielę 14 marca.

## Terminarz
| Data          | Godzina | Runda      |
| ------------- | ------- | ---------- |
| 12 marca 2010 | 14:30   | Eliminacje |
| 14 marca 2010 | 17:00   | Finał      |

## Rezultaty
| Poz. - pozycja \| CR - rekord mistrzostw \| NR - rekord kraju                                      |
| PB - rekord życiowy \| SB - najlepszy wynik w sezonie \| X - próba spalona \| – - pominięcie próby |

### Eliminacje
Do zawodów przystąpiło 19 zawodników z 14 krajów. Aby uzyskać awans do finału trzeba było pokonać poprzeczkę zawieszoną na wysokości 2,31 (Q) lub znaleźć się w gronie ośmiu zawodników z najlepszymi rezultatami (q).
| Pozycja | Zawodnik           | Reprezentacja     | 2.18 | 2.23 | 2.26 | 2.29 | Rezultat | Uwagi |
| ------- | ------------------ | ----------------- | ---- | ---- | ---- | ---- | -------- | ----- |
| 1       | Iwan Uchow         | Rosja             | xo   | o    | o    | o    | 2.29     | q     |
| 2       | Jarosław Rybakow   | Rosja             | o    | o    | o    | xo   | 2.29     | q     |
| 3       | Samson Oni         | Wielka Brytania   | xo   | o    | o    | xx   | 2.26     | q     |
| 3       | Jesse Williams     | Stany Zjednoczone | xo   | o    | o    | xx   | 2.26     | q     |
| 5       | Martin Günther     | Niemcy            | o    | xxo  | xo   | xxx  | 2.26     | q     |
| 6       | Kabelo Kgosiemang  | Botswana          | o    | o    | xxo  | xx   | 2.26     | q     |
| 6       | Kiriakos Joanu     | Cypr              | -    | o    | xxo  | xx   | 2.26     | q     |
| 6       | Dusty Jonas        | Stany Zjednoczone | o    | o    | xxo  | xx   | 2.26     | q     |
| 9       | Tom Parsons        | Wielka Brytania   | o    | xo   | xxo  | xxx  | 2.26     |       |
| 9       | Jurij Krymarenko   | Ukraina           | xo   | o    | xxo  | xxx  | 2.26     | SB    |
| 11      | Trevor Barry       | Bahamy            | o    | o    | xxx  |      | 2.23     | SB    |
| 11      | Jaroslav Bába      | Czechy            | o    | o    | xxx  |      | 2.23     |       |
| 11      | Osku Torro         | Finlandia         | o    | o    | xxx  |      | 2.23     |       |
| 14      | Mutaz Essa Barshim | Katar             | o    | xo   | xxx  |      | 2.23     |       |
| 15      | Donald Thomas      | Bahamy            | xo   | xxx  |      |      | 2.18     |       |
| –       | Zhang Shufeng      | Chiny             | xx-  |      |      |      | NM       |       |
| –       | Sergey Zasimovich  | Kazachstan        | xxx  |      |      |      | NM       |       |
| –       | Dmytro Demjaniuk   | Ukraina           | x    |      |      |      | NM       |       |
| –       | Mickaël Hanany     | Francja           |      |      |      |      | DNS      |       |

### Finał
| Pozycja | Zawodnik          | Reprezentacja     | 2.20 | 2.24 | 2.28 | 2.31 | 2.33 | 2.35 | 2.36 | 2.41 | Rezultat | Uwagi |
| ------- | ----------------- | ----------------- | ---- | ---- | ---- | ---- | ---- | ---- | ---- | ---- | -------- | ----- |
|         | Iwan Uchow        | Rosja             | O    | O    | X-   | O    | O    | -    | O    | XX   | 2.36     |       |
|         | Jarosław Rybakow  | Rosja             | O    | O    | O    | O    | XXX  |      |      |      | 2,31     |       |
|         | Dusty Jonas       | Stany Zjednoczone | O    | O    | O    | XO   | XXX  |      |      |      | 2,31     |       |
| 4.      | Kiriakos Joanu    | Cypr              | XXO  | O    | O    | XXX  |      |      |      |      | 2,28     |       |
| 5.      | Jesse Williams    | Stany Zjednoczone | O    | -    | XO   | XX-  | X    |      |      |      | 2,28     |       |
| 6.      | Kabelo Kgosiemang | Botswana          | XO   | O    | XXO  | XXX  |      |      |      |      | 2,28     | NR    |
| 7.      | Samson Oni        | Wielka Brytania   | O    | O    | XXX  |      |      |      |      |      | 2,24     |       |
| 8.      | Martin Günther    | Niemcy            | XO   | XXO  | XXX  |      |      |      |      |      | 2,24     |       |